# Indice de Boyden
Pour les articles homonymes, voir Boyden.
L’indice de Boyden (BI) est un nombre sans unité calculé pour estimer la probabilité de développement des orages dans une masse d'air. Il fut introduit en 1963 par le météorologiste britannique C.J. Boyden pour usage en Grande-Bretagne et s'est répandu depuis en Europe. Il se calcule en utilisant les températures de 1000 et 700 hPa mais ne comporte pas de terme pour l'humidité. Il sert à analyser la stabilité différentielle entre masses d'air et non la stabilité thermique dans une masse d'air, il est donc surtout utile pour trouver la possibilité de développement orageux lors du passage de fronts météorologiques.

## Formule
L'indice de Boyden utilise les données de températures et de pression obtenues par radiosondage pour évaluer la possibilité de développement d'orages dans la masse d'air considérée. Il peut également servir à prédire leur développement en utilisant les résultats équivalents des modèles de prévision numérique du temps. 
La formule du BI est très simple. Elle est tirée de l'étude par Boyden de la corrélation entre l'épaisseur de la couche d'air sous 700 hPa avec la température à ce dernier niveau dans les cas où des orages se forment, une sorte de succédané pour le taux adiabatique sec dans un couche de convection moyenne. Il est donc défini par la formule suivante :
{\displaystyle BI=(H_{700}-H_{1000})-T_{700}-200}
Où
- H700 = Altitude du niveau de pression de 700 hPa (décamètres)
- H1000 = Altitude du niveau de pression de 1 000 hPa  (décamètres)
- T700 = Température à 700 hPa  (°C)

La probabilité de développement orageux est proportionnelle à la valeur du BI, 94 ou 95 représentant le seuil minimal.

## Usage et limitations
Il est recommandé pour les situations de convection hivernale et frontales. En traçant les lignes de valeurs égales de BI sur une carte météorologique, il est possible de repérer les zones de forts changement de l'indice où les orages peuvent se développer. 
Comme cet indice n'utilise pas la température ou l'humidité de surface, il varie peu entre les masses d'air continentale et maritime. La variation diurne est également faible. Il s'est révélé peu performant dans des endroits comme la Suisse où la pression à la surface est bien différente de celle à 1 000 hPa. 